# Wrather Arch
A Wrather Arch (Wrather Boltív) természetes boltív Arizona államban, az Amerikai Egyesült Államokban.
A Wrather Arch a Paria Canyonban található, ahol a Paria folyó folyik, mely a Colorado egyik fontos mellékfolyója.
Egykor azt hitték, hogy a Wrather Arch a leghosszabb természetes boltív Utah államon kívül, de a későbbi felfedezések szerint vannak hosszabb boltívek Kínában, Afganisztánban, és Csádban, és a Natural Arch and Bridge Society (NABS, Természetes Boltívek és Kőhidak Társasága) levette a Wrather Arch-t a leghosszabb kőhidak “top 10” –es listájáról.
Egykor 75 méterre becsülték a fesztávolságát, de a legutóbbi mérések és a NABS szabványai szerint a fesztávolság csak kb. 55 m.
A Wrather Arch képződményt a nagyobb kőhidak között a legmegközelíthetetlenebbnek tartják.
A Paria Canyon-Vermilion Cliffs vadon szívében található, és csak gyalog érhető el.
A vállalkozó látogatóknak sokszor a sekély vízben gázolva közel 51 km-t kell gyalogolniuk.

## Fordítás
- Ez a szócikk részben vagy egészben  a   Wrather Arch című angol Wikipédia-szócikk ezen változatának fordításán alapul.  Az eredeti cikk szerkesztőit annak laptörténete sorolja fel. Ez a jelzés csupán a megfogalmazás eredetét és a szerzői jogokat jelzi, nem szolgál a cikkben szereplő információk forrásmegjelöléseként.